# 内淡路町
内淡路町（うちあわじまち）は、大阪府大阪市中央区の町名。現行行政地名は内淡路町一丁目から内淡路町三丁目。

## 地理
大阪市中央区の北部に位置。北は内平野町、南は大手通、東は谷町二丁目、西は阪神高速1号環状線の高架下を流れる東横堀川を挟んで淡路町とそれぞれ接する。最寄り駅は東側の谷町筋にある京阪電気鉄道および大阪市高速電気軌道の天満橋駅である。

### 河川
- 東横堀川

## 歴史
江戸時代の内淡路町は1 - 3丁目まであり、1872年（明治5年）に1 - 2丁目に再編された。1989年（平成元年）に豊後町の一部を編入し、1 - 3丁目に再編された。

### 地名の由来
船場の淡路町の東に位置し、豊臣大坂城の惣構の内であったことから「内」を冠している。

## 世帯数と人口
2019年（平成31年）3月31日現在の世帯数と人口は以下の通りである。
| 丁目           | 世帯数  | 人口    |
| -------------- | ------- | ------- |
| 内淡路町一丁目 | 272世帯 | 412人   |
| 内淡路町二丁目 | 248世帯 | 442人   |
| 内淡路町三丁目 | 148世帯 | 203人   |
| 計             | 668世帯 | 1,057人 |

### 人口の変遷
国勢調査による人口の推移。
| 1995年（平成7年）  | 399人   | [ 5 ] |  |
| 2000年（平成12年） | 618人   | [ 6 ] |  |
| 2005年（平成17年） | 719人   | [ 7 ] |  |
| 2010年（平成22年） | 861人   | [ 8 ] |  |
| 2015年（平成27年） | 1,019人 | [ 9 ] |  |

### 世帯数の変遷
国勢調査による世帯数の推移。
| 1995年（平成7年）  | 170世帯 | [ 5 ] |  |
| 2000年（平成12年） | 316世帯 | [ 6 ] |  |
| 2005年（平成17年） | 467世帯 | [ 7 ] |  |
| 2010年（平成22年） | 578世帯 | [ 8 ] |  |
| 2015年（平成27年） | 638世帯 | [ 9 ] |  |

## 事業所
2016年（平成28年）現在の経済センサス調査による事業所数と従業員数は以下の通りである。
| 丁目           | 事業所数  | 従業員数 |
| -------------- | --------- | -------- |
| 内淡路町一丁目 | 64事業所  | 588人    |
| 内淡路町二丁目 | 70事業所  | 635人    |
| 内淡路町三丁目 | 11事業所  | 100人    |
| 計             | 145事業所 | 1,323人  |

## 施設
- ゴーセン
- ローバル
- インパクト

## 交通

### 鉄道
- 最寄り駅は京阪電気鉄道および大阪市高速電気軌道の天満橋駅。

### 道路
高速
- 阪神高速1号環状線

主要地方道
- 大阪市道天神橋天王寺線（松屋町筋）

## 出身者
- 中野武彦 - 小説家
- 湯川スミ - 社会運動家

## その他

### 日本郵便
- 〒540-0038[3]（集配局：大阪東郵便局[11]）